# Conservatori ed esecutori delle leggi e ordini
I Conservatori ed esecutori delle leggi e ordini erano tre magistrati della Repubblica di Venezia, aventi la funzione di analizzare periodicamente la mole delle leggi emanate.

## Istituzione
Magistratura senatoria aperta di secondaria importanza, vedeva molte delle sue competenze essere delegate agli Avogadori de Comun. Fu istituita nel 1533 colla finalità di rivedere periodicamente le leggi per segnalare tutti gli abusi che sorgessero dalla violazione di queste. I magistrati erano eletti dal Consiglio dei Pregadi. In modo del tutto eccezionale, potevano prendere parte come supplenti al Minor Consiglio. Un decreto del 1586 ne limitò l'azione, impedendo interpretazioni arbitrarie delle leggi promulgate.

## Competenze ordinarie
Questi tre magistrati si riunivano tre volte alla settimana e curavano:
- la sovraintendenza sull'applicazione delle leggi forensi;
- le liti tra parenti come giudici arbitrali;
- la lettura dei testamenti nelle procedure solenni (dal 1569).